# تودی پورتوریکو
تودی پورتوریکو (نام علمی: Todus mexicanus) نام یک گونه از سرده تودی است.